# Lake Tansi
Lake Tansi is een plaats (census-designated place) in de Amerikaanse staat Tennessee, en valt bestuurlijk gezien onder Cumberland County.

## Demografie
Bij de volkstelling in 2000 werd het aantal inwoners vastgesteld op 2621.

## Geografie
Volgens het United States Census Bureau beslaat de plaats een oppervlakte van
24,6 km², waarvan 22,6 km² land en 2,0 km² water.

## Plaatsen in de nabije omgeving
De onderstaande figuur toont nabijgelegen plaatsen in een straal van 28 km rond Lake Tansi.